# آناکوندا ۳: فرزندان
آناکوندا ۳: فرزندان (به انگلیسی: Anaconda 3: Offspring) یک تله‌فیلم آمریکایی در ژانر فیلم ترسناک محصول سال ۲۰۰۸ میلادی است.
این فیلم دنباله ای برای آناکونداها: شکار ارکیده خونین (۲۰۰۴) و سومین قسمت در مجموعه‌های آناکوندا است.
این فیلم در تاریخ ۲۶ ژوئیه ۲۰۰۸ در کانال سای فای پخش شد.
دیوید هسلهاف، کریستال آلن و جان ریس-دیویس بازیگران اصلی این فیلم هستند.
ادامه این فیلم آناکونداس: دنباله خون (۲۰۰۹) نام دارد.

## خلاصه داستان فیلم
مزدوری توسط یک میلیاردر استخدام می‌شود تا یک مار خطرناک را بگیرد که احتمالاً می‌تواند به درمان بیماری ترمیمی کمک کند …

## انتقادها
این فیلم مانند بسیاری از سکانس‌های ساخته شده برای تلویزیون، به دلیل کمبود بودجه هیچ ارتباطی با فیلم‌های قبلی، بازیگری ضعیف و نداشتن جلوه‌های ویژه، نقدهای ضعیفی را دریافت کرد.